# 200 км (колійний пост)
200 км (колишній — роз'їзд Стадня) — колійний пост Полтавської дирекції Південної залізниці на електрифікованій лінії Гребінка — Ромодан. Розташований поблизу села Стадня Лубенського району Полтавської області.

## Історія
Роз'їзд Стадня відкритий 1958 року на вже існуючій лінії Київ — Полтава. У 1998 році роз'їзд електрифіковано в складі дільниці Гребінка — Лубни. На початку 2000-х років перейменований на колійний пост 200 км.

## Пасажирське сполучення
На Платформі 200 км зупиняються приміські поїзди сполученням Гребінка — Полтава — Огульці.